# Candy Store Rock
"Candy Store Rock" es una canción de la banda de rock inglesa Led Zeppelin, lanzada en 1976 en su álbum Presence. También fue lanzado como sencillo en Estados Unidos, pero no llegó a aparecer en las listas.

## Grabación
La banda grabó la canción en Musicland Studios en Alemania. Plant cantó desde una silla de ruedas porque en ese momento se estaba recuperando de un accidente automovilístico que había sufrido en Grecia. Plant considera "Candy Store Rock" como una de sus canciones favoritas de Presence. El solo de guitarra de Jimmy Page es corto y mesurado, y aparece a mitad de la canción.

## Interpretaciones en vivo
"Candy Store Rock" nunca fue interpretada en vivo por la banda en los conciertos de Led Zeppelin, excepto un breve riff de Page en el Riverfront Coliseum en Cincinnati, Ohio, el 20 de abril de 1977. Sin embargo, Page y Plant tocaron una improvisación de un minuto en vivo en un concierto como introducción de "Black Dog" el 26 de julio de 1995 en el Wembley Arena. La canción también fue interpretada en vivo en Montreux por Page y Plant el 7 de julio de 2001.

## Recepción
En una reseña contemporánea de Presence, Stephen Davis, de Rolling Stone, describió "Candy Store Rock" como "una evocación perfecta del ambiente angelino en el que Zeppelin compuso [Presence]". Describió además la canción como "un híbrido en el que Buddy Holly se injerta en el tronco tembloroso de David Bowie". Record World dijo que Led Zeppelin "se desvía de las rígidas exigencias del top 40, pero el sonido está coordinado para resistir reproducciones repetidas". 
En una reseña retrospectiva de Presence (Deluxe Edition), Andrew Doscas de PopMatters describió "Candy Store Rock" como "la precuela de "Rock and Roll" de su cuarto álbum.
El cantante Robert Plant describió más tarde "Candy Store Rock", junto con "Achilles Last Stand", como "la gracia salvadora de Presence ". Plant dijo que la sección rítmica de la canción le resultó inspiradora, en parte debido a las tumultuosas sesiones de grabación del álbum.

## Personal
Según Jean-Michel Guesdon y Philippe Margotin: 
- Robert Plant – voz
- Jimmy Page – guitarra eléctrica, guitarra acústica
- John Paul Jones – bajo
- John Bonham – batería